# بالين (جنس)
البال أو البَالة أو البالين (الاسم العلمي: Balaena) هو جنس من الثدييات يتبع الفصيلة البالينات من رتبة الحيتانيات. ويعتبر بالين جنسًا وحيدًا، حيث أنه يضم نوع واحد فقط هو الحوت مقوس الرأس، وقد وصف لأول مرة في عام 1758 من قبل كارولوس لينيوس.